# Natalie Achonwa

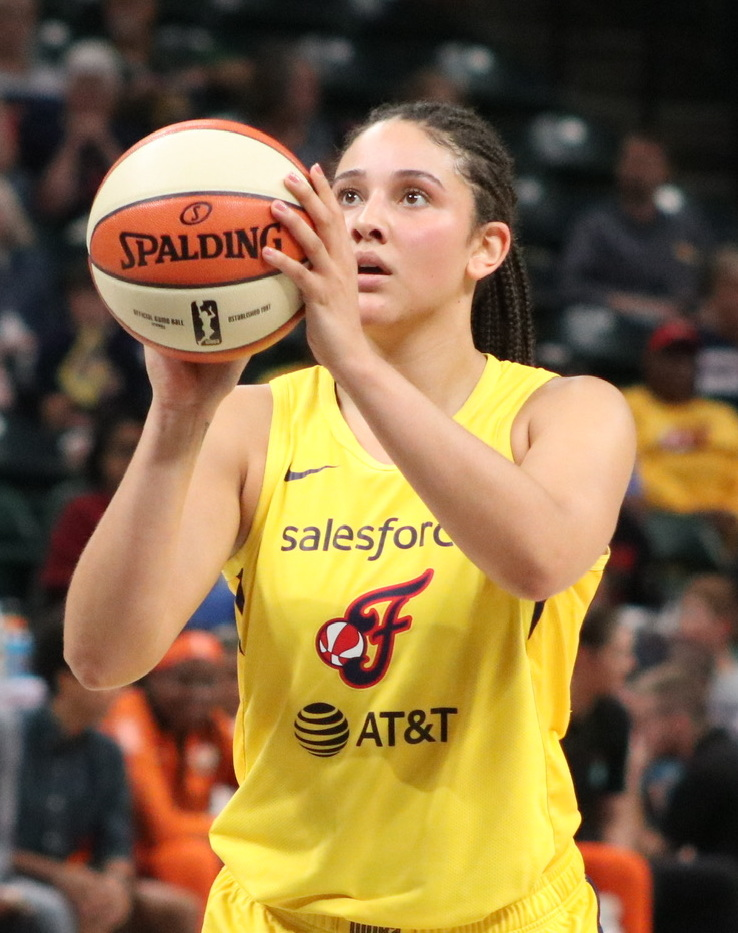
Natalie em 2019.

Natalie Achonwa (22 de novembro de 1992) é uma basquetebolista profissional canadense.

## Carreira
Natalie Achonwa integrou a Seleção Canadense de Basquetebol Feminino, em Londres 2012 e Rio 2016.